# Adept (esoterie)
Een adept is een individu waarvan binnen een bepaalde groep gezegd wordt dat hij een bepaald niveau van kennis en vaardigheid in de al dan niet esoterische leerstellingen van die groep heeft bereikt. Vaak wordt dit 'vastgesteld' door het afleggen van een proeve van bekwaamheid om een bepaalde 'graad' van geïnitieerdheid te behalen. Een voorbeeld van een dergelijke groep is de 19e-eeuwse magische Orde van de Golden Dawn. De meer algemene, niet-esoterische betekenis van adept is iemand die de stijl, de ideeën van bijvoorbeeld een kunstenaar of politicus navolgt.

## Esoterische definities

### H.P. Blavatsky
Hoewel Helena Blavatsky ('Madame Blavatsky') in haar werken vrijelijk gebruikmaakt van de term adept om in het algemeen te verwijzen naar een beschermer van oude occulte kennis, voegt ze hier aan toe dat een adept het vermogen heeft om elementalen op te roepen en controle kan uitoefenen op de 'astrale en fysieke condities' van anderen.

### Alice Bailey
Alice Bailey schetst in haar werken een hiërarchie van geestelijke evolutie en een initiatiepad dat een individu vooraf kan kiezen. Zij definieert een adept als een wezen dat vijf van de zeven inwijdingen heeft afgelegd.